# Frederico Barrigana
Frederico Barrigana est un footballeur portugais né le 28 avril 1922 à Alcochete et mort le 30 septembre 2007 à Águeda. Il évoluait au poste de gardien de but.

## Biographie
International portugais, il reçoit 12 sélections en équipe du Portugal entre 1948 et 1954.

## Carrière
- 1939-1942 :  CD Montijo
- 1943 :  Sporting Portugal
- 1943-1955 :  FC Porto
- 1955-1957 :  SC Salgueiros[2]